# Куров, Борис Владимирович
Борис Куров (латыш. Boriss Kurovs; 26 февраля 1943, Рига — 18 июня 2023, там же) — основатель и многолетний ректор Рижской международной высшей школы экономики и управления (RISEBA), доктор экономики.

## Биография

### Родители
Борис Владимирович Куров родился в оккупированной Латвии в семье Владимира Александровича Курова и его супруги Натальи Ермолаевны.
Мать Бориса, Наталья Ермолаевна, урождённая Канская, происходила из дворянской семьи — дедушкой ей приходился директор Варшавской 5-й мужской гимназии, действительный статский советник Иосиф Вячеславович Канский, за заслуги перед Россией получивший потомственное дворянство. Её бабушка Мария Самсоновна Попова происходила из старообрядческой семьи промышленников, в 1788 году основавших в Риге предприятие железных и стальных изделий «Братья Поповы». Двое её детей — Вячеслав и Ермолай — жили в Латвии. Вячеслав выучил латышский язык и открыл свою нотариальную контору, Ермолай практиковал врачом в Двинске.
Отец Бориса, Владимир Александрович, уроженец Санкт-Петербурга, после Гражданской войны оказался в Риге и благодаря труду и упорству поднялся от простого рабочего до директора текстильной фабрики. Когда в 1940 году Латвия вошла в состав СССР и Владимир Александрович был арестован, рабочие вступились за своего директора и пригрозили забастовкой, если его не выпустят. Это сработало, и больше к Курову претензий не предъявляли.

### Карьера в спорте
Во время учёбы в школе Борис начал заниматься фехтованием, причём тренер спортобщества «Даугава» Сергей Хабаров убедил его работать левой рукой, что создавало трудности для противника. Однако поскольку сам Куров не был левшой, такое переучивание было насилием и над ним. Спустя годы он признался, что, фехтуя правой рукой, он добился бы большего. Борис в 1960 году стал чемпионом Латвийской ССР, успешно защищал честь латвийской команды на первенствах СССР и дважды участвовал в молодёжных первенствах мира в составе сборной СССР по фехтованию. Завоевав второе место на Кубке СССР, стал мастером спорта. С 1964 по 1978 год удерживал первенство в Латвии, 78 раз становясь призёром в различных турнирах. Фехтование он считает интеллигентным видом спорта, где в поединке отсутствует прямая схватка с противником, а побеждает расчет, ловкость и мгновенная реакция.
Куров считает Хабарова человеком, который наряду с семьёй оказал наибольшее влияние на формирование его характера, научив многим навыкам, которые впоследствии очень пригодились в жизни и в бизнесе.

### В Латвийском университете
Отслужив в Советской Армии, Борис поступил в Рижский политехнический институт. Но поскольку к инженерной профессии у него совсем не было интереса, он перевелся в Латвийский государственный университет на экономический факультет. По его окончании (1971) поступил в аспирантуру; параллельно начал работать на родном факультете ассистентом, затем преподавателем, доцентом, заместителем декана.
В 1980 году возглавил учебно-методическую часть ЛГУ.
В 1982 был избран председателем профкома университета. Попал в опалу в связи с делом проректора по хозяйственной работе Григория Лучанского, обвинённого в хищениях.
В 1983 году его лишили должностей и перевели доцентом на кафедру механизированной обработки информации экономического факультета ЛГУ.
В 1984 году он перешёл заведовать кафедрой в Латвийский институт повышения квалификации специалистов народного хозяйства при Совете Министров Латвийской ССР. В этом качестве начал организовывать первые заграничные стажировки специалистов, когда выезд за пределы СССР был облегчен. Бизнес-семинары в Польше предназначались для начинающих предпринимателей и советских руководителей, не имевших понятия о рыночной экономике. Эти поездки натолкнули Курова на мысль о создании бизнес-школы европейского типа RSEBAA (Rīgas Starptautiskā ekonomikas un biznesa administrācijas augstskola ( (латыш.) — Рижская международная школа экономики и бизнес-администрирования), которая была зарегистрирована 9 сентября 1992 года.

### Создатель международного вуза
Изначально Куров взял курс на международное признание своего вуза, поэтому в партнеры был приглашен Manchester College. Первым из латвийских вузов RISEBA в 1994 году аккредитовала программу в Великобритании и перешла на британские стандарты оценки знаний. Затем партнёром латвийской бизнес-школы стал Солфордский университет.
В 2004 году количество студентов RSEBAA превысило 4000 человек, которые обучались на английском, русском и латышском языках.
Куров возглавлял бизнес-школу с 1997 по 2003 год и затем с 2004 по 2010-й.
С 1997 по 2017 год Куров опубликовал также ряд статей и интервью о проблемах высшего образования в Латвии, главной проблемой которого считает избыточную регламентацию и неэффективное использование государственных денег, которые даются вузам, а не программам на конкурсной основе. Средства должны тратиться на адресную подготовку специалистов под конкретные нужды экономики, считает профессор.
Куров резко выступал против запрета на преподавание в вузах на русском языке, считая, что подписав Болонскую декларацию, Латвия не вправе ограничивать мобильность студентов. Самоизоляция Латвии невозможна, а студенты, которые не смогут учиться на русском языке в Латвии, найдут такую возможность в других странах ЕС.

## Научные работы
В ранние годы научной деятельности Куров изучал социальные и экономические аспекты стандартов жизни населения в условиях плановой экономики, опубликовав в 1972—1980 годах 15 статей на эти темы.
В 1981 году он сосредоточился на подготовке менеджеров, подготовив в том числе методические указания о планировании этого процесса по заказу Госплана Латвийской ССР (1985).
В 1987 году он одним из первых обратился к теме использования компьютеров и деловых игр в подготовке управленцев.
- 1988. Managing Scientific — Technical Progress in the Economy of Bulgaria (совместно с А.Плауде и Н.Мяденовым). - Riga, 48 с.
- 1988. Kadry Kierownicze w Przebvdwie Gospodarki Zsn. Academic journal Wektory Gospodarki, Польша.
- 1989. Управление человеческими ресурсами. Конференция «Управление региональной экономикой», Академия наук Латвийской ССР, Рига.
- 1990. Акционерные общества как новый тип предпринимательской активности в посткоммунистических странах. Конференция "Улучшение экономических механизмов в переходный период. Академия наук Латвийской ССР, Рига.
- 1994. Structural Changes in Goods Consumption in Latvia During Transition Period. International Conference, Jurmala, Latvia.
- 1996. Comparative Analysis of Goods Consumption in Poland and Latvia оver the Period of 1994—1995. International conference «European Integration», Warsaw, Academy of Entrepreneurship and Management.

## Семья
Супруга — Ирина Сенникова, доктор экономики, многолетний проректор RISEBA по международным связям, ректор.
Сын — Куров Евгений Борисович, доктор экономики.